# Rathaus Weimar

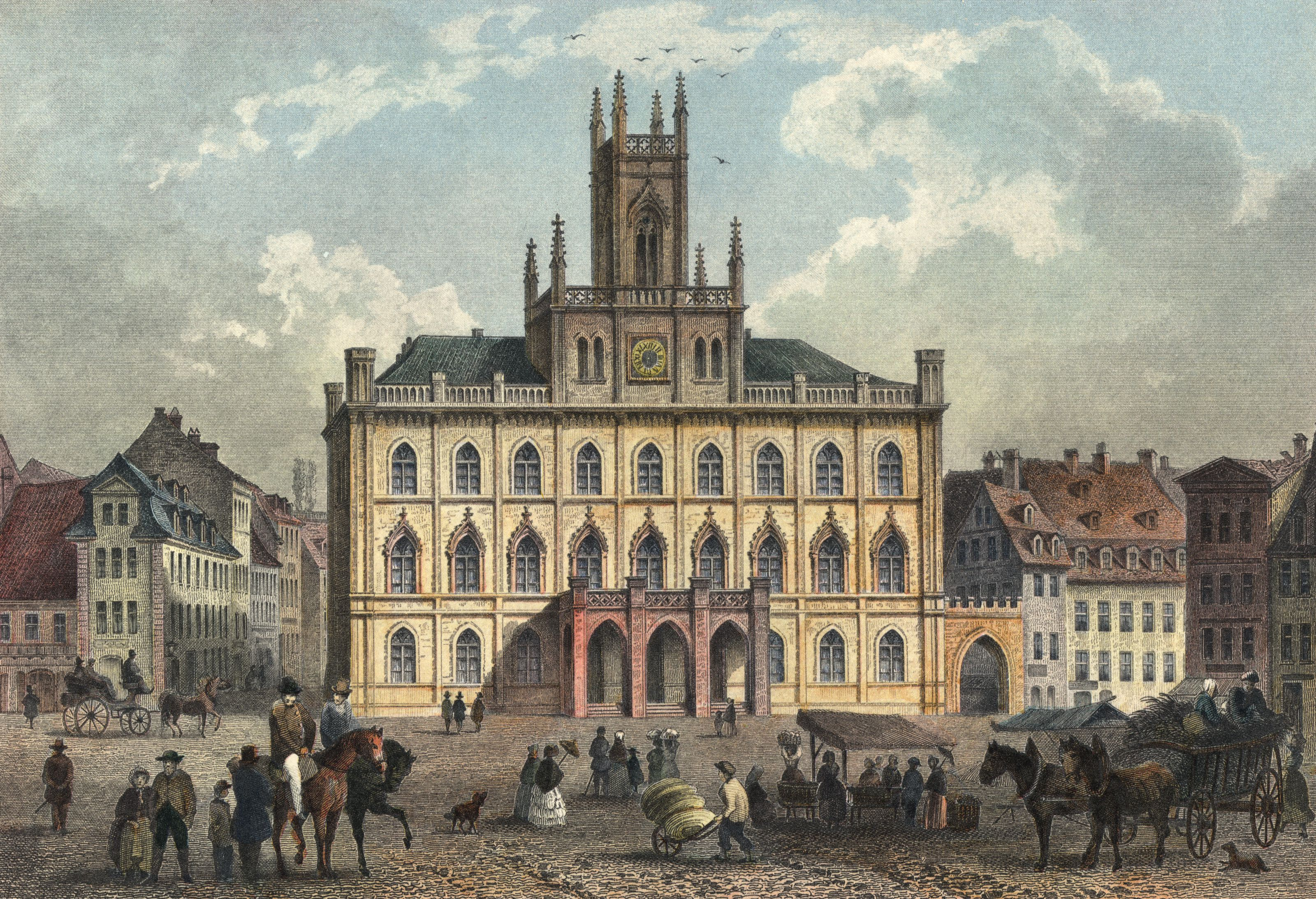
Rathaus Weimar, um 1850

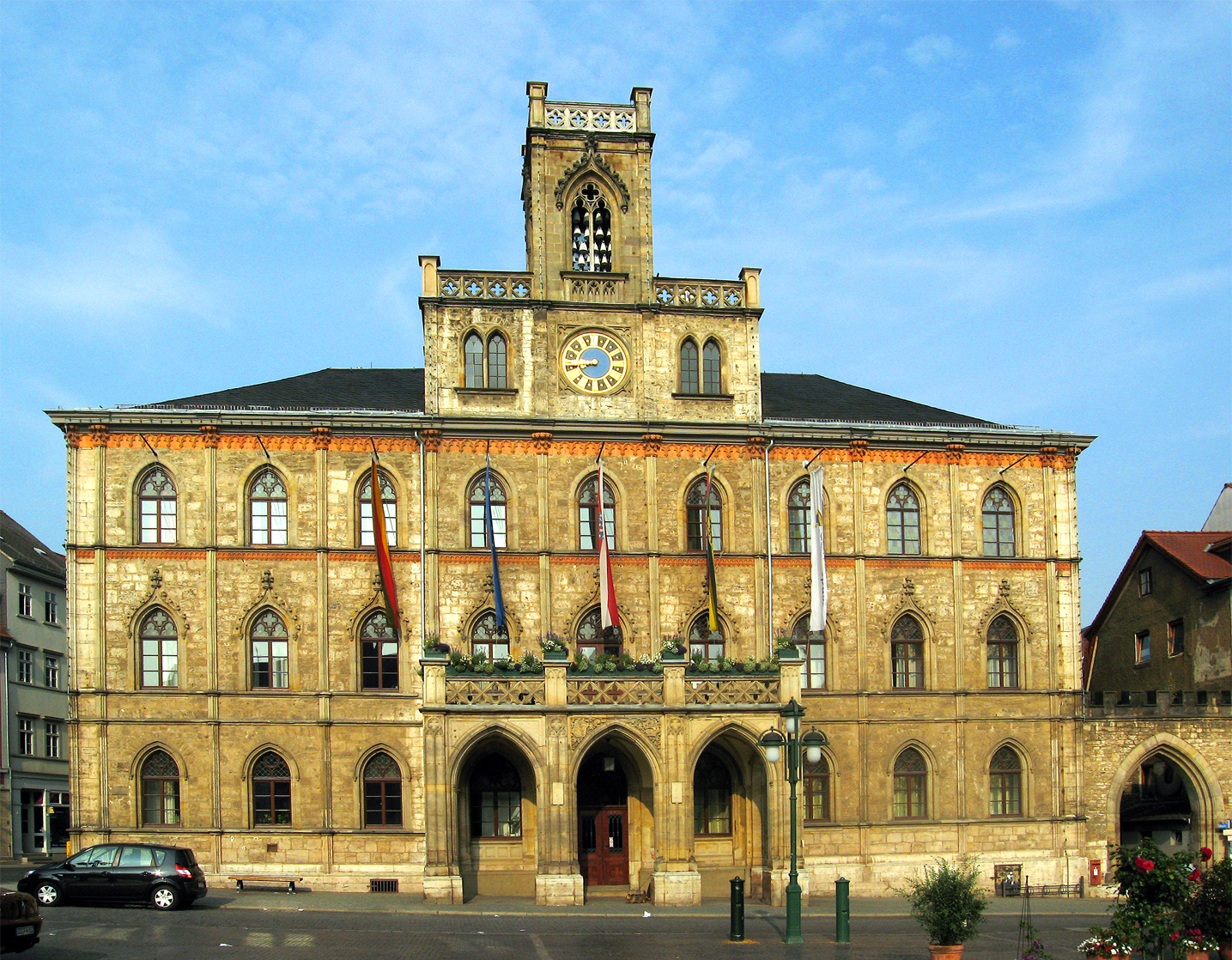
Ostansicht des Rathauses

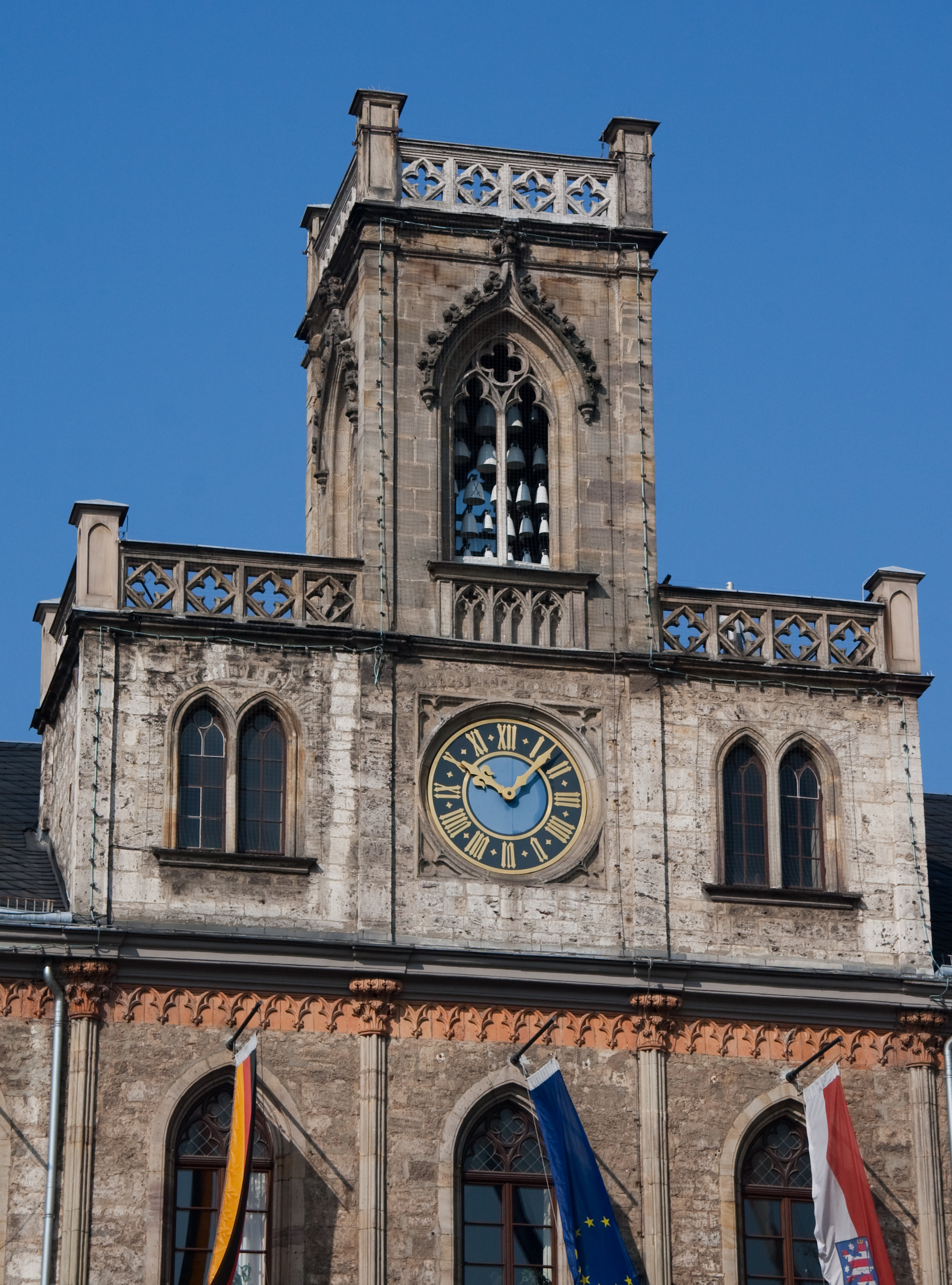
Der Rathausturm mit Glockenspiel und großer Turmuhr

Das Weimarer Rathaus befindet sich im Zentrum Weimars auf der Westseite des 60 mal 60 Meter großen Marktplatzes. Der dreigeschossige Bau in neugotischem Stil mit repräsentativem Balkon und Glockenturm ist eines der Wahrzeichen der Stadt Weimar.

## Geschichte
Das erste Rathaus an dieser Stelle wurde schon 1396 erwähnt. Dieses fiel jedoch dem großen Stadtbrand von 1424 zum Opfer. 1431 wurde ein Nachfolgebau errichtet, der 1560/83 im Renaissance-Stil umgebaut wurde. Das Gebäude befand sich an der nördlichen Ecke der Westseite des Marktes. Es blieben das Stadtwappen und zwei steinerne Portale von diesem Bau erhalten. Diese sind im Innern des heutigen Rathauses zu finden. Eines trägt die Inschrift: „HAT IMANT EIN AMBT, DAS WARTE ER MIT VLEIS“ und die Anmerkung „VOLBRACHT WORDEN ANNO 1583 IST DIESER BAW“.
Zu jener Zeit war Jacob Schröter Bürgermeister von Weimar, er leitete 41 Jahre lang die Geschicke der Stadt und hatte sich am Markt ein eigenes Haus errichten lassen (später als Hof-Apotheke bekannt). Schröter war um 1590 auch der Initiator für die Errichtung eines repräsentativen Weimarer Marktbrunnens. Der Rathausbau von 1583, den Carl August, Goethe und Schiller kannten, schmückte den Marktplatz bis zum Jahr 1837. Am 30. November 1837 brannte das Gebäude samt der Uhr, die Matz von Weimar genannt wurde, ab.
Der heutige dritte Rathausbau stammt aus dem Jahre 1841 und wurde im neugotischen Stil nach dem Vorbild des Hofer Rathauses errichtet. Heinrich Hess (1794–1865), damaliger Großherzoglich Sachsen-Weimarischer Baurat, erhielt den Zuschlag für den dreigeschossigen Neubau und einem gestuften mittleren Turmaufsatz sowie einen Balkonvorbau im Erdgeschoss. Den Vergleich zum Rathaus in Hof machte Hess noch selbst zu Lebzeiten. Dieser Vergleich bezog sich weniger auf den Baustil als auf den Umstand, dass sowohl das Rathaus in Weimar als auch in Hof durch einen Brand weitestgehend zerstört wurden. Die Neuerrichtung und erneute Festlegung der Zweckbestimmung als Rathaus, aber auch die Beibehaltung der ursprünglichen Bauformen unter Einbeziehung noch erhaltener Elemente aus dem jeweils abgebrannten Rathaus im Sinne des Denkmalschutzes und Städtebau waren vielmehr der Bezugspunkt des Vergleiches - und weniger die Frage des Baustils. Vorbild des Weimarer Rathauses in Fragen des Baustils dürfte eher das Rathaus in Coburg sein, die Geburtsstadt des Architekten Hess.
Von dem abgebrannten Vorgängerbau waren lediglich das Stadtwappen und zwei steinerne Portale erhalten geblieben, die in das heutige Rathaus eingebaut wurden. Im Obergeschoss bezeugt eine alte Türinschrift noch das Einweihungsjahr 1583 des Vorgängerbaus. Aufgrund seiner Geschichte zählt das Rathaus heute zu den jüngsten Gebäuden am Weimarer Marktplatz. Ein unterirdischer Gang unter dem Markt in Weimar führt zum gegenüberliegenden Weimarer Stadthaus.
Im Vestibül des Weimarer Rathauses steht die Skulptur „Frühlingsgöttin“, die vom Hofbildhauer Martin Gottlieb Klauer stammt, der im Jahre 1774 auch die Meeresgott-Skulptur des Neptunbrunnen vor der Hofapotheke auf dem Weimarer Marktplatz schuf.
Im Jahr 1921 schuf der in Weimar wohnende und in Apolda tätige Glockengießermeister Heinrich Ulrich, der zwei Jahre später die 24.000 Kilogramm schwere Petersglocke des Kölner Doms goss, die Weimarer Rathausglocke, die im Zweiten Weltkrieg zu Rüstungszwecken eingeschmolzen wurde.
Am 30. April 1987 erhielt der Rathausturm ein Porzellanglockenspiel aus Meißner Porzellan, das zuvor in der Orangerie erklang und bereits seit 1929 in Weimar ist. Die insgesamt 35 Glocken ertönen viermal täglich über den Marktplatz (10, 12, 15 und 17 Uhr, Mitte Juni bis November auch 18 Uhr) und spielen beispielsweise die Melodie „Sah ein Knab’ ein Röslein steh’n“. Lediglich im Winter pausieren die kälteempfindlichen Glocken. Zum alljährlichen Weihnachtsmarkt im Dezember verwandelt sich die Ostseite des Rathauses mit ihren 24 Fenstern in einen riesigen, festlich beleuchteten Adventskalender, an dem täglich vom Weihnachtsmann gemeinsam mit den Kindern ein Fenster geöffnet wird.

## Sanierung und Umbau

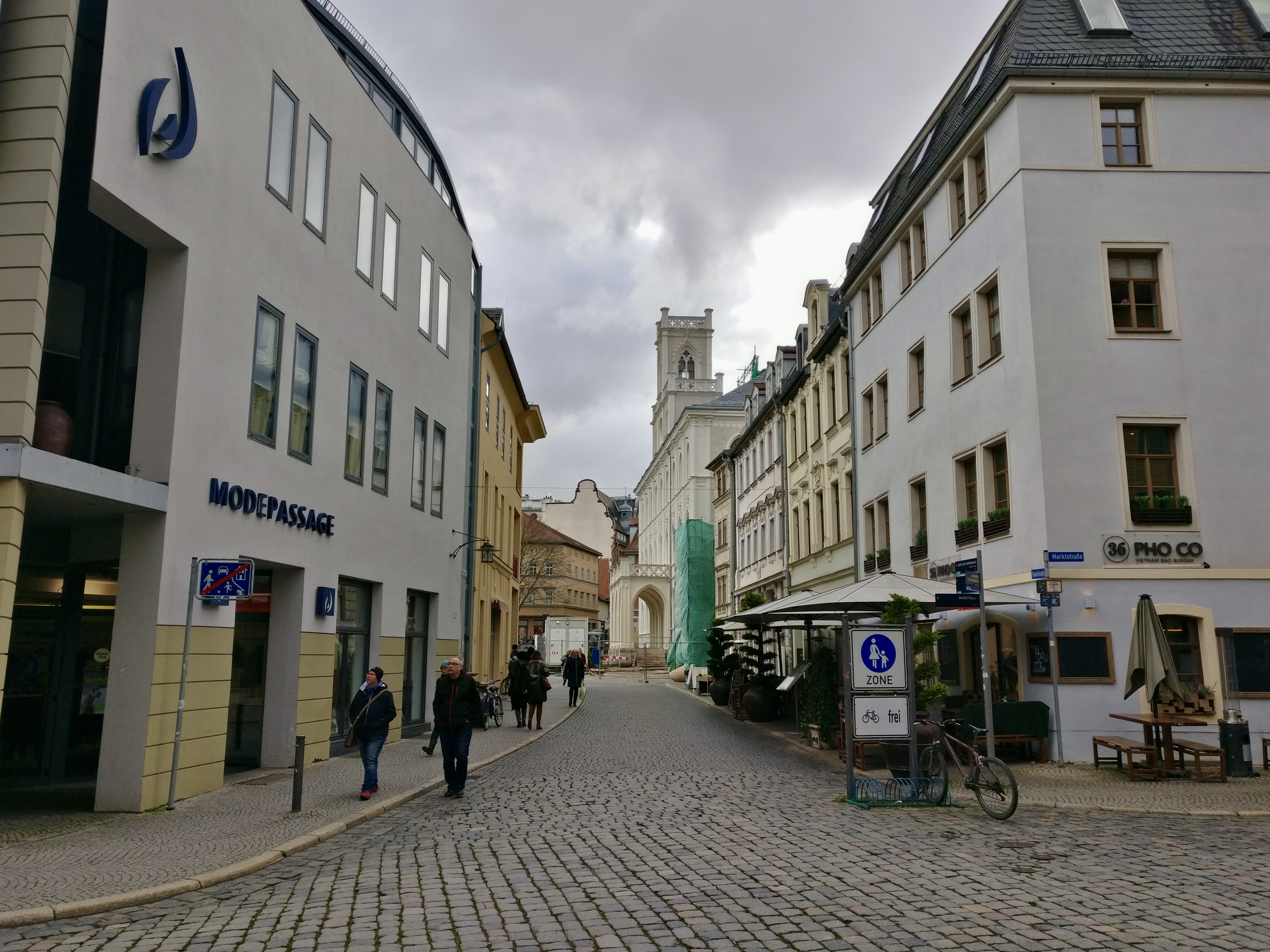
Seitlicher Blick auf das Historische Rathaus Ende Februar 2022.

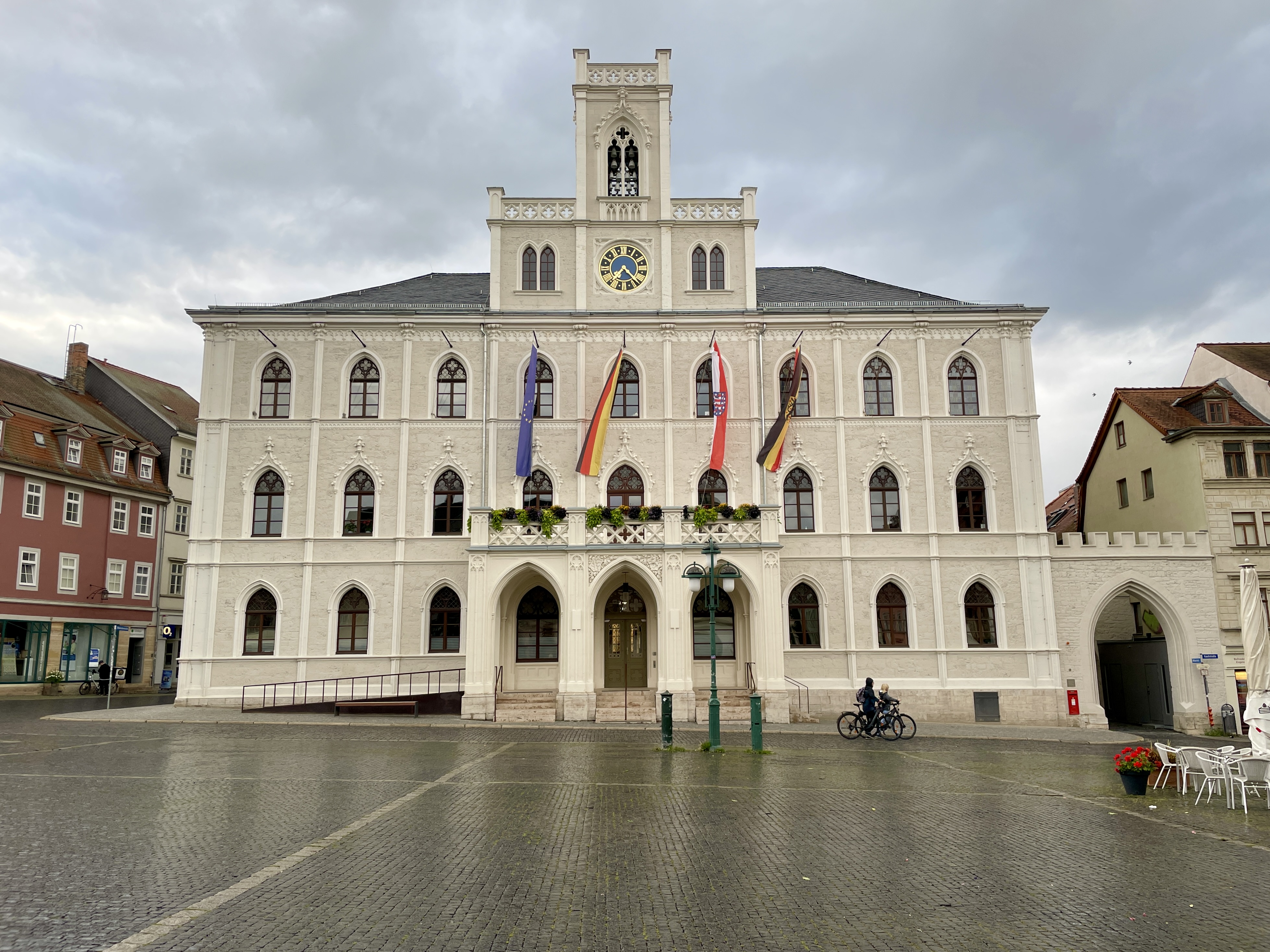
Rathaus Weimar 2023

Das Gebäude wird seit 2014 wegen baulicher und Brandschutzmängeln nicht mehr genutzt. Bis dahin war es unter anderem der Amtssitz des Oberbürgermeisters. Im Frühjahr 2014 zogen der damalige Oberbürgermeister Stefan Wolf und sein Stab ins Interim-Rathaus, das frühere Wilhelm-Ernst-Gymnasium am Herderplatz unweit der Stadtkirche St. Peter und Paul, die in Weimar meist Herderkirche genannt wird. 2019 begann die Sanierung des Historischen Rathauses, die auch den Neubau eines Anbaus auf der Rückseite umfasst. Der Abschluss der Bauarbeiten und der Wiedereinzug der Stadtverwaltung erfolgte im September 2022.